# Mochauer Berge
Die Mochauer Berge (polnisch Muchowskie Wzgórza) sind eine Hügelkette im westlichen Sudetengebirgsvorland in Südwestpolen, zwischen den Dörfern Myślinów (Jägendorf) im Nordosten und Muchów (Mochau) im Südwesten. Sie werden zum Bober-Katzbach-Vorgebirge (Pogórze Kaczawskie) gezählt.

## Merkmale
Die Mochauer Berge liegen in einem bewaldeten Plateau vulkanischen Ursprungs, der Moche. Das Massiv der Mochener Berge ist nierenförmig mit einer Ausdehnung von etwa 3 km. Der höchste Gipfel des Gebirges ist der Mszana (Mochenberg, 475 m), im südöstlichen Teil befindet sich der Valerienberg (Obłoga). Auf dem Mochenberg steht ein 1912 errichteter Aussichtsturm.

## Geologische Struktur
Die Mochauer Berge bestehen aus Basanit aus dem Miozän. Der Basanit zeigt sich in regelmäßigen Säulen mit Durchmesser von 30 bis 40 cm und, in höheren Lagen der Berge, in unregelmäßigen Säulen mit einem Durchmesser von bis zu 2 m. Am besten sind diese Basaltsäulen im ehemaligen Steinbruch unter dem Gipfel des Mochenbergs zu sehen. In den niederen Lagen sind die Mochauer Berge periglazial überformt. Das gesamte Gebiet ist mit Laubwäldern bedeckt.

## Naturschutz
Die höchsten Teile der Mochener Berge sind seit 2015 zum Schutz wertvollen Buchen-, Linden, und Ahornbaumbestands und großem Artenreichtum im Unterholz als Naturschutzgebiet (Rezerwat przyrody „Mszana i Obłoga“) geschützt. Eine Kuriosität ist, dass in den Wäldern der Mochauer Berge Mufflons leben, die zu Beginn des 20. Jahrhunderts in dieses Gebiet gebracht wurden.